# 本多稜
本多 稜（ほんだ りょう、1967年10月17日 - ）は、日本の歌人。静岡県浜松市出身。歌誌「短歌人」編集委員。現代歌人協会会員。関西学院大学商学部卒業。ロンドン・スクール・オブ・エコノミクス修士。
1998年に第9回歌壇賞を受賞。2004年に第1歌集『蒼の重力』で第48回現代歌人協会賞を受賞。2008年には第2歌集『游子』で第13回寺山修司短歌賞を受賞。登山やスキューバ・ダイビングを題材とした躍動的でスケールの雄大な自然詠の他にも、旅行詠、家族詠にも特色がある。世界80カ国余りを旅游。また、長らく市民農園の運営に携わっており、子供から高齢者まで楽しめる様々な作物を育てている。2024には、末梢性T細胞リンパ腫との闘病生活を描いた間奏歌集『時剋』で第36回斎藤茂吉短歌文学賞を受賞。

## 著書
- 第1歌集 『蒼の重力』 本阿弥書店 2003.12 ISBN 978-4776800019 栞文：佐佐木幸綱、栗木京子、小池光。
- 第2歌集 『游子』 六花書林 2008.1 ISBN 978-4903480183
- 間奏歌集 『こどもたんか』 角川学芸出版 2012.4 ISBN 978-4046525253　帯文：俵万智
- 第3歌集『惑』　砂子屋書房 2013.8 ISBN 978-4790414704
- 第4歌集 『六調』 六花書林 2019.7 ISBN 978-4907891855
- 選集 『現代短歌文庫168 本多稜歌集』　砂子屋書房 2023.1 ISBN 978-4790418597
- 間奏歌集 『時剋』 本阿弥書店 2024.9 ISBN 978-4776816928　帯文：東直子